# Langoiran
Langoiran är en kommun i departementet Gironde i regionen Nouvelle-Aquitaine i sydvästra Frankrike. Kommunen ligger i kantonen Cadillac som tillhör arrondissementet Langon. År 2022 hade Langoiran 2 210 invånare.

## Befolkningsutveckling
Antalet invånare i kommunen Langoiran
Referens:INSEE